# 村枝賢一
村枝 賢一（むらえだ けんいち、1967年9月5日 - ）は、日本の漫画家。熊本県出身。男性。血液型はO型。妻は同じく漫画家の森真理。
代表作に『俺たちのフィールド』『RED』など。

## 略歴
漫画家・吉田聡のアシスタントを経て、1987年に『アーム・ア・チャンピオン』（『週刊少年サンデー増刊号』11月号）でデビュー。
『仰天人間バトシーラー』のコミカライズを担当した立迫文明とは幼稚園時代からの幼馴染。河合克敏、久米田康治、椎名高志、藤田和日郎など『週刊少年サンデー』に連載経験のある漫画家たちとの交友関係が知られているほか、声優の関智一とも友人である。
2012年春には東京から故郷の熊本県芦北町へ帰郷している。

## ヒーロークロスライン
村枝は、日本漫画界初のクロスオーバー作品企画『ヒーロークロスライン』（通称：HXL）の中心人物でもある。この企画は村枝が『月刊マガジンZ』に掲載経験のある漫画家を中心に集め、2007年からさまざまな媒体や表現方法でオリジナルのヒーロー作品を発表しており、なおかつ前述の通りその作品のほぼすべてが同一世界観で展開されている。自身もヒーロー漫画作品『ジエンド』及び『Z-END』や『サンデー×マガジン クロスライン』などで参加しているほか、同人サークル「ヒーロークロスライン」として同人誌即売会に参加し、HXL公式同人誌『ヒーロークロスライン アフターミッション』を寄稿している。なお、同人サークル「Z-END」としても隣同士のブースで同時参加しており、自身のラフイラストやカラーイラストを収録した同人誌を配布していた。
これに関連し、ヒーローショーを中心に活動するアクション集団「Project ENJIN」の立ち上げにも関わっている。

## 作品リスト

### 連載
- サムライ銀（『週刊少年サンデー』1988年25号 - 28号）
- BIBLE（『マシンヘッド』No.1（1989年6月） - No.7（1990年11月））
- 光路郎（『週刊少年サンデー増刊号』1989年11月号 - 1993年9月号）
  - 妹先生 渚（『ゲッサン』2010年5月号 - 2014年5月号）
- 俺たちのフィールド（『週刊少年サンデー』1992年3・4合併号 - 1998年45号）
- 佃島パイレーツ（『週刊少年サンデー超』1995年8月号 - 1996年8月号）
- RED（『ヤングマガジンアッパーズ』1998年15号 - 2004年21号→『週刊ヤングマガジン』2005年10号 - 48号）
- 機動公務員かもしか!（『週刊少年サンデー』1999年22・23合併号 - 2000年35号）
- 仮面ライダーSPIRITS（『月刊マガジンZ』2001年1月号 - 2009年3月号） - 原作：石ノ森章太郎
  - 新 仮面ライダーSPIRITS（『月刊少年マガジン』2009年8月号 - 2025年9月号[5]） - 原作：石ノ森章太郎
- 仮面ライダーをつくった男たち（『週刊少年マガジン』2006年43号,2007年6号 - 8号）
- ジエンド（『ヒーロークロスライン』2007年10月31日 - 2009年3月11日） - 同人誌『ヒーロークロスライン アフターミッション』へ移籍
  - Z-END（『マガジンSPECIAL』2009年No.9 - 2010年No.6）

### 読み切り
- アーム・ア・チャンピオン（『週刊少年サンデー増刊号』1987年11月号） - デビュー作
- 超純情症候群（『週刊少年サンデー増刊号』1989年2月号）
- 中山雅史物語（『週刊少年サンデー』1993年）
- かみつけ!（『週刊少年サンデー増刊号』1994年11月号,1995年2月号）
- ウルフガン（『週刊少年サンデー超』1996年10月号,11月号）
- 美丈夫三四郎（『週刊少年サンデー超』1997年7月号）
- RED SpecialMix（『週刊ヤングマガジン』2001年48号）
- ジングルベルアーミー（『ヤングマガジンアッパーズ』2004年1号）
- 聖なる夜に散歩する（『週刊ヤングマガジン』2005年2・3合併号） - 『妹先生 渚』第5巻収録
- 鉄屑のニコル（『週刊少年マガジン』2005年4・5合併号）
- ホーリーナイトベースボール（『週刊ヤングマガジン』2005年52号）
- 海鮮オクトパシー（『月刊少年シリウス』2007年7月号付録小冊子）
- 彼女が泉で溺れたら（『月刊少年シリウス』2007年12月号）
- サンデー×マガジン クロスライン
  - AUSDYN〜オースダイン〜（『週刊少年サンデー』2009年32号）
  - MINEZAAG〜マインザーグ〜（『週刊少年マガジン』2009年32号）
- 山吹神社さい銭泥棒事件（『マガジンSPECIAL』2010年1月号） - 原作：島田英次郎、合作漫画

商業誌以外
- 讃岐職人屋本舗（馬場民雄との共作）
- Z-END 浸透迷宮編（『ヒーロークロスライン アフターミッション』01〈2009年12月〉）
- ジエンド（『ヒーロークロスライン アフターミッション』03〈2010年8月〉）
- 帰りたいサラリーマン - RKBラジオの昭和特撮風ラジオドラマ『帰りたいサラリーマン』のコミカライズ[6]。

### 書籍

#### 漫画単行本
- 『BIBLE』、白夜書房 〈マシンヘッドコミックス〉 1990年、全1巻 - 初単行本
  - （新装版）講談社 〈アッパーズKC〉 2000年、全1巻
- 『光路郎』、小学館 〈少年サンデーコミックス〉 1991年 - 1993年、全7巻
  - （ワイド版）小学館 〈少年サンデーコミックスワイド版〉 1999年、全4巻
  - （廉価版）嶋中書店 〈アイランド・コミックスprimo〉 2004年、全4巻
  - （文庫版）小学館 〈小学館文庫〉 2010年、全4巻
- 『俺たちのフィールド』、小学館 〈少年サンデーコミックス〉 1992年 - 1998年、全34巻
  - （ワイド版）小学館 〈少年サンデーコミックスワイド版〉 2000年 - 2003年、全18巻 - 最終巻は外伝を収録
  - （文庫版）小学館 〈小学館文庫〉 2005年 - 2007年、全19巻 - 最終巻は外伝を収録
  - （廉価版）小学館 〈My first wide〉 2010年 - 2011年、全14巻 - 外伝および『中山雅史物語 ゴン!ゴン・ゴール』を収録
- 『佃島パイレーツ』、小学館 〈少年サンデーコミックス〉 1996年、全2巻
  - （新装版）講談社 〈マガジンZKC〉 2007年、全2巻
- 『俺たちのフィールド外伝』、小学館 〈少年サンデーコミックス〉 1999年、全1巻
- 『RED』、講談社 〈アッパーズKC〉→〈ヤンマガKC〉 1999年 - 2005年、全19巻
- 『機動公務員かもしか!』、小学館 〈少年サンデーコミックス〉 1999年 - 2000年、全6巻
  - （文庫版）小学館 〈小学館文庫〉 2007年、全3巻
- 『仮面ライダーSPIRITS』、講談社 〈マガジンZKC〉 2001年 - 2009年、全16巻
  - （廉価版）講談社 〈KPC〉 2007年、全2巻 - 第1部のみ
  - （廉価版）『仮面ライダーSPIRITS THE BEGINNINGS』（廉価版）講談社 〈KPC〉 2011年、全1巻 - 上記廉価版の合本
- 『ウルフガン』、講談社 〈アッパーズKC〉 2002年、短編集
- 『かみつけ!』、講談社 〈アッパーズKC〉 2002年、短編集
- 『聖なる夜に散歩する』、講談社 〈ヤンマガKC〉 2005年、短編集
- 『仮面ライダーをつくった男たち』、講談社 〈KCDX〉 2007年、全1巻 - 取材・脚本：小田克己
  - （増補版）『仮面ライダーをつくった男たち1971・2011』、講談社 〈KCDX〉 2011年、全1巻
- 『ジエンド』、講談社 〈マガジンZKC HXL ヒーロークロスラインシリーズ〉 2008年 - 2009年、全4巻
- 『新 仮面ライダーSPIRITS』、講談社 〈KCDX〉 2009年 - 刊行中、既刊41巻
- 『Z-END』、講談社 〈KCDX〉 2010年、全2巻
- 『妹先生 渚』、小学館 〈ゲッサン少年サンデーコミックス〉 2012年 - 2014年、全5巻

#### 関連書籍
- 『仮面ライダーSPIRITS 受け継がれる魂』、講談社 〈KCDX〉 2002年 - 2003年、全2巻
- 『仮面ライダーSPIRITS 超絶黙示録』、講談社 〈KCDX〉 2010年、全1巻
- 『魂の仮面ライダー爆談!! COMPLETE+』、辰巳出版 2011年、全1巻 - 鴬谷五郎との共著
- 仮面ライダーSPIRITS画集『改造人間』、講談社、2012年

#### 小説挿絵
- 渋井猛 『ワイルド・ガーディアン』、発行：メディアワークス/発売：主婦の友社 〈電撃文庫〉 1997年、全1巻
- 堀慎二郎 『サナダユキムラ ―真田幸村―』、ワニブックス 〈GUM ノベルズ historie〉 2010年、全1巻
- 新井リュウジ 「ニードルアイ」、イーブックイニシアティブジャパン『KATANA』第53号 - 連載中、書籍未刊行

#### イラストなど
- たかしげ宙『ゲッターロボ』（電撃文庫）ゲストイラスト
- 『仮面ライダー THE FIRST』パンフレット用トリビュートイラスト
- トレーディングカードゲーム「レンジャーズストライク」

カード用に、秘密戦隊ゴレンジャーのヒーロー5人のイラストを描き下ろした。
- 舞台「仮面ライダー 戦闘員日記・仮面ライダー 戦闘員日記2」ポスターイラスト
- 『マップス・シェアードワールド -翼あるもの-』カラーイラスト
- (有)チェリーベル放送300回記念オリジナルカルタ「邪カルタ」パッケージイラスト
- 「劇場版 仮面ライダーディケイド オールライダー対大ショッカー」スタッフTシャツ
- 『宇宙船』（ホビージャパン）Vol.125より連載「英雄無限倉庫」イラスト及び本文
- 『ヒーロークロスライン アフターミッション』01 - 05表紙イラスト
- ラジオドラマ「ニードルアイ」イラスト
- 松岡圭祐『人造人間キカイダー The Novel』（角川書店）表紙イラスト
- 『キカイダー REBOOT』キャラクターリファインデザイン
- 「麺太郎印 讃岐うどん」(有限会社 讃岐職人屋本舗) パッケージデザイン、封入特典イラスト
- テレビ熊本『あっぱれ!A.B.C-Z』A.B.C-Zメンバーイラスト

## その他実績
- 『からくりサーカス』長崎編における方言指導[7]
- 『仮面ライダー 資料写真集 1971-1973』（2023年2月、グラウンドワークス） - 庵野秀明と対談

## 師匠
- 吉田聡

## アシスタント出身者
- 馬場民雄
- 白井三二朗
- なかにしえいじ
- 広石匡司

## 出演
- 出没!アド街ック天国「江古田」（2000年1月29日 テレビ東京） - 在住漫画家の1人として紹介。森真理も登場。